# 249º Battaglione motorizzato speciale "Jug"
Il 249º Battaglione autonomo motorizzato speciale "Jug" (in russo 249-й отдельный специальный моторизованный батальон «Юг»?, 249-j otdel'yj specnal'nyj motorizobannyj batal'on «Jug», lett. "Sud"; unità militare 4157) è un'unità della Guardia Nazionale russa di stanza a Vedeno, nella Repubblica Cecena. Insieme alle altre unità cecene fa parte dei seguaci di Ramzan Kadyrov, i Kadyroviti. 

## Storia
Il 29 maggio 2006, i battaglioni "Jug" e "Sever" furono legalizzati per ordine del Ministro degli Affari Interni della Russia. Il numero totale di entrambe le unità militari era di oltre 1200 persone. Il compito principale dei battaglioni era quello di mantenere l'ordine sul territorio della repubblica e combattere le formazioni di separatisti armati.
A seguito di contrasti con Ramzan Kadyrov, nel 2007 il comandante Muslim Il'jasov venne allontanato dall'unità, rimanendo de iure al comando.

### Guerra russo-ucraina
Il 23 marzo 2022, i comandanti del 141º Reggimento Magomed Tušaev, dell'OMON "Akhmat-Groznyj" Anzor Bisaev e del 249º Battaglione "Jug" Khusejn Mežidov, si sono riuniti insieme all'ufficiale della Rosgvardija Šarip Delimkhanov per discutere la coordinazione delle truppe cecene in Ucraina.
Il comandante Mežidov si trovava a Buča durante l'occupazione della città.
Nell'aprile 2022 il 249º Battaglione "Jug" è passato al comando di Sajdi Lorsankaev, vice comandante del SOBR "Akhmat" mentre Mežidov è stato rimandato in Cecenia.
Nel settembre 2022, Kadyrov ha annunciato che il battaglione fosse stato inviato nel sud del Donbass insieme al 141º, l'OMON "Akhmat-Groznyj" e il reggimento di sicurezza petrolifera.
Nell'agosto 2024, membri del 249º sono stati avvistati a derubare un negozio di telefonia abbandonato nella regione di Kursk. Sempre da agosto Lorsankaev viene nominato dai media ceceni comandante del 122º Reggimento "Jug", facendo pensare che il battaglione si sia espanso.

## Comandanti
Cronotassi comandanti di battaglione
- Maggiore Muslim Il'jasov (2006 - 2008)[11][12]
- Colonnello Anzor Magomadov (2008 - 2019)[13][14][15]
- Tenente colonnello Khusejn Mežidov (2019 - 2022)[16]
- Tenente colonnello Sajdi Lorsankaev (2022 - in carica)[17]